# Brightia
『Brightia』（ブライティア）は、2001年4月13日にCronusより発売されたアダルトゲームである。2005年8月5日にはシナリオを追加した『Brightia Plus』（ブライティア プラス）が発売された。

## 概要
定められた期間内で、4人の少女を調教する育成シミュレーションゲーム。ファンタジーの世界観をもち、プレイヤーは堕落した天使、対象は4人とも悪魔である。「調教」の内容はいわゆるSM中心だが、世界観にあわせて「召喚した魔物に襲わせて責める」「ツノなど特殊な性感帯を責める」なども含まれている。CGに関しては、過激なものを表示抑止する「マイルド」モードを備えている。

## ストーリー
ヴァールは天界に住む、怠惰な天使。面白半分に魔界への扉を一瞬開いたところ、悪魔が4人、天界に来てしまった。前例の無い事件に困惑した天界は、ヴァールに4人の悪魔を管理・調伏することを押しつける。方法まで一任されたヴァールが選択したことは。

## ゲームシステム
与えられた期間は30日間。1日につき4回の行動をとることができ、以下の中から選択する。
悪魔を調教する
4人のうちから1人を選んで調教を行う。
役所に行く
上司のエオリアに報告を行う。また、入り口にいる商人のドラゴンルードから買い物ができる。
書物に耽る
書を読み、新たな調教コマンドを習得する。
悪魔を訪ねる
調教ではなく、悪魔と会話を行う。状況によってイベントが発生する。
下界に降りる
人間の姿となって下界に降りる。
休む
何もせず、体力を回復させる。
30日目の終了後、悪魔のパラメータによってエンディングが変わる。

## 登場人物
ヴァール
プレイヤーキャラクター。天使なのだが、怠惰でまったく規律を守らない。禁書を多数所有しており、悪魔や魔術に関する知識も豊富。下界では天界の記憶はなくなり、さえない大学生の「雅也」となる。
プラチナ・ゼム・フィオレンティーナ
声 - 萌木唯
おとなしく、世間知らずな魔界の公爵令嬢。背中に大きな翼を持つ。下界では雅也が家庭教師を務める女子高生「雪乃」。
ライム・アイム
声 - 彩世ゆう
魔獣の姫で、頭の四本角がステータスシンボル。気が強く、怪力の持ち主。下界ではバイトの同僚の「来夢（らいむ）」。
ダリア
声 - DEKO
凍てついた魔の神殿の巫女。無口で感情を出さない。ネコの霊と合体しており、猫耳としっぽがある。下界では花屋の娘「祥子」。
スカーレット・A・BZB
声 - 山本藍子
高飛車な性格の、淫魔の貴族。淫魔にもかかわらず未経験でインテリ。下界では女子大生の「渚」で、雅也と同じ大学に通う。
エオリア・J・パトリシア
声 - 茉莉奈
ヴァールの上司の女性天使。既婚者。下界では大学講師の「光瑠（ひかる）」。
プライマル
ヴァールの家で下働きをする少年。なぜかヴァールより態度が大きい。下界では雅也の後輩「コータ」。
ドラゴンルード
流浪の物売りの天使。ヴァール同様の天使らしからぬ人物で、さまざまな禁制品を取り扱っている。下界では謎の青年「P3」。
マジェリカル
ヴァールの書庫に棲む、しゃべる本。博識。
メルティ・O・フレイム
声 - 芹園みや
「Brightia Plus」の追加シナリオに登場する女性天使。天界中央に住む、名家の末娘。なお、続・秘湯めぐりにもゲスト出演している。

## Brightia Plus
2005年8月5日発売。Cronusがリドルソフトのブランドとなった後に発売された、リメイク作の一つである。
全CGを塗りなおすと共に、画像サイズを800×600に大型化した。また、新シナリオおよびキャラクターが追加されている。

## スタッフ
- シナリオ - 西崎秒弥、兄丸 (Brightia Plus)
- 原画 - 葵羽鳥、ぎんぱち (Brightia Plus)
- 音楽 - 猫野こめっと